# Асерија
Асерија (Asseria) је некадашње либурнско, а касније римско насеље у Далмацији. Археолошки локалитет се налази код села Подграђе, 5 км југоисточно од Бенковца.
Асерија се налазила на путу од Јадере (Задар), према Бурнуму и Варварији. Почетком 2. вијека, кроз њу је прошао Трајан, предводећи војску на свом походу у Дакију. У ту част Асеријати су подигли славолук на једном од улаза у град.
Зидови овог античког града су на појединим мјестима дебели и до 3 метра. Акведуктом се допремала вода са простора данашњег Лисичића. Међу остацима града, пронађен је велики број надгробних споменика и велики камени олтар квадратног облика.
У књизи "Буковица и равни котари, водич кроз културну баштину", на 44. стр. пише: "Довољно је неколико минута шетње по разрушеним зидовима и већ је јасно да је положај овог града био врло важан. Град се налазио на доминантној узвисини над прометним путем од античког насеља Јадере (либурнијско насеље из којег се развио данашњи Задар) и Нединума према Варварији и Бурнуму."